# Augusta Dánská
Augusta Dánská (dánsky Augusta af Danmark, Hertuginde af Holstein-Gottorp) (8. dubna 1580, Kolding – 5. února 1639, Husum) byla rodem dánská princezna a sňatkem holštýnsko-gottorpská vévodkyně.

## Biografie

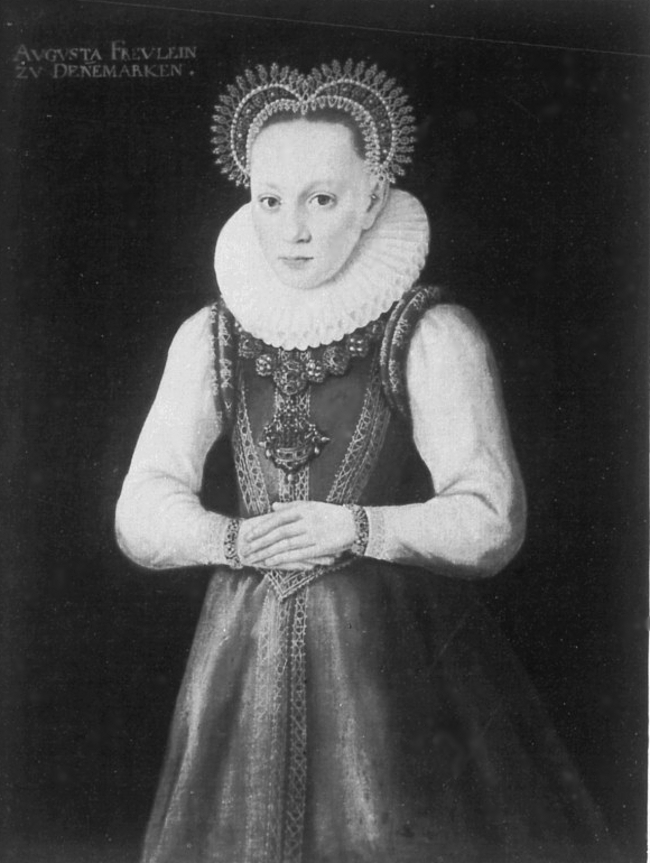
Augusta Dánská jako mladé děvče

Augusta se narodila jako páté dítě (třetí dcera) ze sedmi potomků dánského krále Frederika II. a jeho manželky Sofie Meklenburské. Manželství jejích rodičů, třebaže bylo – tak jako většina svazků v té době – sjednáno z dynasticko-politických důvodů, bylo přes to i přes velký věkový rozdíl mezi manželi (23 let) šťastné.

## Manželství
30. srpna roku 1596 se provdala za svého bratrance, holštýnsko-gottorpského vévodu Jana Adolfa. Vztahy v manželství byly velmi napjaté kvůli jejich neshodám v náboženských otázkách: Jan Adolf vyznával kalvinismus, a proto roku 1610 nahradil v úřadu generálního vikáře luteránského Jakoba Fabriciuse kalvinistou Filipem Caesarem; ortodoxní luteránka Augusta pak jezdila na bohoslužby do šlesvického dómu. Když pak v roce 1616 ovdověla, dosáhla Caesarova propuštění a dosadila Fabricia zpět do úřadu.
Jako vdova měla politický vliv po krátkou dobu, než její nejstarší syn Fridrich (1597) dosáhl zletilosti. K jejímu zabezpečení sloužila území na západním pobřeží se zámkem v Husumi, který byl jejím vdovským sídlem. Již dříve jej pravidelně obývala a nyní nádherně vybavila, zámek se stal centrem umění a vědy. Jako dvorního kazatele ustavila syna Jakoba Fabricia (stejného jména). Na zámku Reinbek, který rovněž patřil k jejím vdovským majetkům, pobývala jen občas, prováděla zde však různé stavební úpravy a stavby, např. zámeckou kapli. O své dědictví po matce vedla se svým bratrem trpké spory.
Zemřela 5. února roku 1636 na zámku v Hosumi. K poslednímu odpočinku byla uložena v kryptě šlesvické katedrály.

## Potomci
Z manželství Augusty a Jana Adolfa se narodilo osm dětí – čtyři dcery a čtyři synové, z nichž se až na posledního syna, který zemřel v den porodu, všichni dožili dospělosti:
- 1. Fridrich (22. 12. 1597 Schleswig – 10. 8. 1659 Tönning), vévoda holštýnsko-gottorpský od roku 1616 až do své smrti[1]
⚭ 1630 Marie Alžběta Saská (22. 11. 1610 Drážďany – 24. 10. 1684 Husum)[2]
- 2. Alžběta Sofie (12. 12. 1599 Schleswig – 25. 11. 1627 Ratzeburg)[3]
⚭ 1621 August Sasko-Lauenburský (17. 2. 1577 Ratzeburg – 18. 1. 1656 Lauenburg), vévoda sasko-lauenburský od roku 1619 až do své smrti[4]
- 3. Adolf (15. 9. 1600 Schleswig – 19. 9. 1631), zemřel na následky zranění utržených v bitvě u Breitenfeldu, svobodný a bezdětný[5]
- 4. Dorotea Augusta (12. 5. 1602 Schleswig – 13. 3. 1682)[6]
⚭ 1633 Jáchym Arnošt Šlesvicko-Holštýnsko-Sonderbursko-Plönský (29. 8. 1595 – 5. 10. 1671 Plön), vévoda šlesvicko-holštýnsko-sonderbursko-plönský od roku 1622 až do své smrti[7]
- 5. Hedvika (23. 12. 1603 Schleswig – 22. 3. 1657 Norimberk)[8]
⚭ 1620 August Falcko-Sulzbašský (2. 10. 1582 Neuburg an der Donau – 14. 8. 1632 Windsheim), hrabě falcko-sulzbašský od roku 1614 až do své smrti[9]
- 6. Anna (19. 12. 1604 Schleswig – 20. 3. 1623), svobodná a bezdětná[10]
- 7. Jan (18. 3. 1606 Schleswig – 21. 2. 1655 Eutin), kníže-biskup v Lübecku od roku 1634 až do své smrti[11]
⚭ 1640 Julie Felicitas Württembersko-Weiltingenská (19. 12. 1619 – 3. 1. 1661 Schönwalde am Bungsberg)[12]
- 8. Kristián (*/† 1. 12. 1609)[13]

## Vývod z předků
|                  |                                     |  |                         |                                        |  |  |  |  |  |  |  | Kristián I. Dánský |
|                  |                                     |  |                         |                                        |  |  |  |  |  |  |  |                    |
|                  | Frederik I. Dánský                  |  |                         |                                        |  |  |  |  |  |  |  |                    |
|                  |                                     |  |                         |                                        |  |  |  |  |  |  |  |                    |
|                  |                                     |  |                         | Dorotea Braniborská                    |  |  |  |  |  |  |  |                    |
|                  |                                     |  |                         |                                        |  |  |  |  |  |  |  |                    |
|                  | Kristián III. Dánský                |  |                         |                                        |  |  |  |  |  |  |  |                    |
|                  |                                     |  |                         |                                        |  |  |  |  |  |  |  |                    |
|                  |                                     |  |                         | Jan Cicero Braniborský                 |  |  |  |  |  |  |  |                    |
|                  |                                     |  |                         |                                        |  |  |  |  |  |  |  |                    |
|                  | Anna Braniborská )                  |  |                         |                                        |  |  |  |  |  |  |  |                    |
|                  |                                     |  |                         |                                        |  |  |  |  |  |  |  |                    |
|                  |                                     |  |                         | Markéta Saská                          |  |  |  |  |  |  |  |                    |
|                  |                                     |  |                         |                                        |  |  |  |  |  |  |  |                    |
|                  | Frederik II. Dánský                 |  |                         |                                        |  |  |  |  |  |  |  |                    |
|                  |                                     |  |                         |                                        |  |  |  |  |  |  |  |                    |
|                  |                                     |  |                         | Jan V. Sasko-Lauenburský               |  |  |  |  |  |  |  |                    |
|                  |                                     |  |                         |                                        |  |  |  |  |  |  |  |                    |
|                  | Magnus I. Sasko-Lauenburský         |  |                         |                                        |  |  |  |  |  |  |  |                    |
|                  |                                     |  |                         |                                        |  |  |  |  |  |  |  |                    |
|                  |                                     |  |                         | Dorotea Braniborská                    |  |  |  |  |  |  |  |                    |
|                  |                                     |  |                         |                                        |  |  |  |  |  |  |  |                    |
|                  | Dorotea Sasko-Lauenburská           |  |                         |                                        |  |  |  |  |  |  |  |                    |
|                  |                                     |  |                         |                                        |  |  |  |  |  |  |  |                    |
|                  |                                     |  |                         | Jindřich I. Brunšvicko-Wolfenbüttelský |  |  |  |  |  |  |  |                    |
|                  |                                     |  |                         |                                        |  |  |  |  |  |  |  |                    |
|                  | Kateřina Brunšvicko-Wolfenbüttelská |  |                         |                                        |  |  |  |  |  |  |  |                    |
|                  |                                     |  |                         |                                        |  |  |  |  |  |  |  |                    |
|                  |                                     |  |                         | Kateřina Pomořanská                    |  |  |  |  |  |  |  |                    |
|                  |                                     |  |                         |                                        |  |  |  |  |  |  |  |                    |
| 'Augusta Dánská' |                                     |  |                         |                                        |  |  |  |  |  |  |  |                    |
|                  |                                     |  |                         |                                        |  |  |  |  |  |  |  |                    |
|                  |                                     |  | Magnus II. Meklenburský |                                        |  |  |  |  |  |  |  |                    |
|                  |                                     |  |                         |                                        |  |  |  |  |  |  |  |                    |
|                  | Albrecht VII. Meklenburský          |  |                         |                                        |  |  |  |  |  |  |  |                    |
|                  |                                     |  |                         |                                        |  |  |  |  |  |  |  |                    |
|                  |                                     |  |                         | Žofie Pomořanská                       |  |  |  |  |  |  |  |                    |
|                  |                                     |  |                         |                                        |  |  |  |  |  |  |  |                    |
|                  | Oldřich III. Meklenburský           |  |                         |                                        |  |  |  |  |  |  |  |                    |
|                  |                                     |  |                         |                                        |  |  |  |  |  |  |  |                    |
|                  |                                     |  |                         | Jáchym I. Nestor Braniborský           |  |  |  |  |  |  |  |                    |
|                  |                                     |  |                         |                                        |  |  |  |  |  |  |  |                    |
|                  | Anna Braniborská                    |  |                         |                                        |  |  |  |  |  |  |  |                    |
|                  |                                     |  |                         |                                        |  |  |  |  |  |  |  |                    |
|                  |                                     |  |                         | Alžběta Dánská                         |  |  |  |  |  |  |  |                    |
|                  |                                     |  |                         |                                        |  |  |  |  |  |  |  |                    |
|                  | Žofie Meklenburská                  |  |                         |                                        |  |  |  |  |  |  |  |                    |
|                  |                                     |  |                         |                                        |  |  |  |  |  |  |  |                    |
|                  |                                     |  |                         | Kristián I. Dánský                     |  |  |  |  |  |  |  |                    |
|                  |                                     |  |                         |                                        |  |  |  |  |  |  |  |                    |
|                  | Frederik I. Dánský                  |  |                         |                                        |  |  |  |  |  |  |  |                    |
|                  |                                     |  |                         |                                        |  |  |  |  |  |  |  |                    |
|                  |                                     |  |                         | Dorotea Braniborská                    |  |  |  |  |  |  |  |                    |
|                  |                                     |  |                         |                                        |  |  |  |  |  |  |  |                    |
|                  | Alžběta Dánská                      |  |                         |                                        |  |  |  |  |  |  |  |                    |
|                  |                                     |  |                         |                                        |  |  |  |  |  |  |  |                    |
|                  |                                     |  |                         | Bohuslav X. Pomořanský                 |  |  |  |  |  |  |  |                    |
|                  |                                     |  |                         |                                        |  |  |  |  |  |  |  |                    |
|                  | Anna Braniborská                    |  |                         |                                        |  |  |  |  |  |  |  |                    |
|                  |                                     |  |                         |                                        |  |  |  |  |  |  |  |                    |
|                  |                                     |  |                         | Anna Jagellonská                       |  |  |  |  |  |  |  |                    |
|                  |                                     |  |                         |                                        |  |  |  |  |  |  |  |                    |

V důsledku příbuzenských manželství mezi jejími předky jsou král Frederik I. Dánský a jeho manželka Anna Braniborská dvakrát Augustinými praprarodiči.